# Byttneria
Byttneria is een geslacht uit de kaasjeskruidfamilie (Malvaceae). Het geslacht is pantropisch, dus de soorten komen voor in alle tropische delen van de wereld.

## Soorten
- Byttneria abutiloides A.St.-Hil. & Naudin
- Byttneria acalyphifolia (Griseb.) Ariza
- Byttneria aculeata Jacq.
- Byttneria affinis Pohl
- Byttneria ambongensis Arènes
- Byttneria ancistrodonta Mildbr.
- Byttneria andamensis Kurz
- Byttneria angulata Hassk.
- Byttneria aristeguietae Cristóbal
- Byttneria asplundii Cristóbal
- Byttneria asterotricha Mildbr.
- Byttneria atrata Bullock
- Byttneria attenuatifolia Cristóbal
- Byttneria aurantiaca Mildbr.
- Byttneria australis A.St.-Hil.
- Byttneria baronii Arènes
- Byttneria beccarii Warb.
- Byttneria benensis Britton
- Byttneria bernieri Hochr.
- Byttneria besalampensis Arènes
- Byttneria beyrichiana K.Schum.
- Byttneria biloba Baill.
- Byttneria brasiliensis Spreng.
- Byttneria capillata Cristóbal
- Byttneria caripensis Cristóbal
- Byttneria catalpifolia Jacq.
- Byttneria celebica Hochr.
- Byttneria celtoides A.St.-Hil.
- Byttneria cordata Lam.
- Byttneria cordifolia Sagot
- Byttneria coriacea Britton
- Byttneria corylifolia Humb. & Bonpl. ex Schult.
- Byttneria crenulata Wall. ex Mast.
- Byttneria cristobaliana Dorr
- Byttneria curtisii Oliv.
- Byttneria dahomensis N.Hallé
- Byttneria decaryana Arènes
- Byttneria dentata Pohl
- Byttneria divaricata Benth.
- Byttneria ekmanii Urb.
- Byttneria elliptica Pohl
- Byttneria ellipticifolia Arènes
- Byttneria erosa Gagnep.
- Byttneria fernandesii Cristóbal
- Byttneria filipes Mart. ex K.Schum.
- Byttneria flaccida Span.
- Byttneria flexuosa Killip
- Byttneria fluvialis Fryxell & Guadarr.
- Byttneria fontis Cristóbal
- Byttneria fruticosa K.Schum. ex Engl.
- Byttneria fulva Poepp.
- Byttneria gayana A.St.-Hil.
- Byttneria genistella Triana & Planch.
- Byttneria glabresens Benth.
- Byttneria glazioui Hochr.
- Byttneria gracilipes Decne. ex Baill.
- Byttneria grandifolia A.DC.
- Byttneria guineensis Keay & Milne-Redh.
- Byttneria hatschbachii Cristóbal
- Byttneria herbacea Roxb.
- Byttneria heteromorpha Arènes
- Byttneria heterophylla Hook.
- Byttneria hirsuta Ruiz & Pav.
- Byttneria hirta Arènes
- Byttneria humbertiana Arènes
- Byttneria idroboi Cristóbal
- Byttneria implacabilis Cristóbal
- Byttneria integrifolia Lace
- Byttneria irwinii Cristóbal
- Byttneria ivorensis N.Hallé
- Byttneria jackiana Wall.
- Byttneria jaculifolia Pohl
- Byttneria jaramilloana Dorr
- Byttneria lancifolia A.St.-Hil. & Naudin
- Byttneria lasiophylla Cristóbal
- Byttneria latipetala Arènes
- Byttneria lopez-mirandae Cristóbal
- Byttneria loxensis Cristóbal
- Byttneria lucida Arènes
- Byttneria macrantha Arènes
- Byttneria maingrayi Mast.
- Byttneria mastersii Cristóbal
- Byttneria melantha Mart. ex K.Schum.
- Byttneria melastomifolia A.St.-Hil.
- Byttneria melleri Baker
- Byttneria microphylla Jacq.
- Byttneria minytricha Cristóbal
- Byttneria mollis Kunth
- Byttneria morifolia Triana & Planch.
- Byttneria morii L.C.Barnett & Dorr
- Byttneria nitidula Baker
- Byttneria nossibeensis Arènes
- Byttneria obcordata Arènes
- Byttneria obliqua Benth.
- Byttneria oblongata Pohl
- Byttneria oblongifolia Arènes
- Byttneria obtusata Benth. ex Hochr.
- Byttneria oligantha Arènes
- Byttneria oranensis Cristóbal
- Byttneria osaensis Cristóbal
- Byttneria ostenii Cristóbal
- Byttneria ovata Lam.
- Byttneria ovatifolia Arènes
- Byttneria palustris Cristóbal
- Byttneria parviflora Benth.
- Byttneria pedersenii Cristóbal
- Byttneria perrieri Hochr.
- Byttneria pescapriifolia Britton
- Byttneria petiolata Cristóbal
- Byttneria pilosa Roxb.
- Byttneria piresii Cristóbal
- Byttneria ramosissima Pohl
- Byttneria reinwardtii Korth.
- Byttneria rhamnifolia Benth.
- Byttneria rojasii Cristóbal
- Byttneria rubriflora Arènes
- Byttneria sagasteguii Cristóbal
- Byttneria sagittifolia A.St.-Hil.
- Byttneria sambiranensis Arènes
- Byttneria scabra L.
- Byttneria scabrida Ridl.
- Byttneria scalpellata Pohl
- Byttneria schumannii Cristóbal
- Byttneria schunkei Cristóbal
- Byttneria sparrei Cristóbal
- Byttneria stenophylla Cristóbal
- Byttneria subsessilis Cristóbal
- Byttneria tortilis Gagnep.
- Byttneria triadenia Cristóbal
- Byttneria uaupensis K.Schum.
- Byttneria urosepala Mildbr.
- Byttneria urticifolia K.Schum.
- Byttneria vargasii Cristóbal
- Byttneria vitifolia Baill.
- Byttneria voulily Baill.
- Byttneria weberbaueri Mildbr.
- Byttneria wingfieldii Rondon

... · 
Abelmoschus · 
Abroma · 
Abutilon · 
Acaulimalva · 
Acropogon · 
Akrosida · 
Allosidastrum · 
Allowissadula · 
Apeiba · 
Ayenia · 
Bakeridesia · 
Adansonia (Baobab) · 
Alcea · 
Althaea (Heemst) · 
Anisodontea · 
Anoda · 
Argyrodendron · 
Bastardia · 
Berrya · 
Bombax · 
Brachychiton · 
Brownlowia · 
Burretiodendron · 
Byttneria · 
Callirhoe · 
Carpodiptera · 
Cavanillesia · 
Ceiba · 
Chiranthodendron · 
(Chorisia) · 
Cola · 
Colona · 
Commersonia · 
Corchorus · 
Craigia · 
Cristaria · 
Cullenia · 
Diplodiscus · 
Dombeya · 
Duboscia · 
Durio · 
Entelea · 
Eremalche · 
Eriolaena · 
Eriotheca · 
Firmiana · 
Franciscodendron · 
Fremontodendron · 
Fuertesimalva · 
Glyphaea · 
Gossypium (Katoenplant) · 
Grewia · 
Guichenotia · 
Gynatrix · 
Gyranthera · 
Hampea · 
Hannafordia · 
Helicteres · 
Heliocarpus · 
Herissantia · 
Heritiera · 
Hermannia · 
Hibiscadelphus · 
Hibiscus · 
Hildegardia · 
Hoheria · 
Horsfordia · 
Howittia · 
Huberodendron · 
Iliamna · 
Keraudrenia · 
Kleinhovia · 
Kokia · 
Kosteletzkya · 
Kostermansia · 
Kydia · 
Lagunaria · 
Lasiopetalum · 
Lavatera · 
Lawrencia · 
Lebronnecia · 
Luehea · 
Lysiosepalum · 
Macrostelia · 
Malacothamnus · 
Malope · 
Malva (Kaasjeskruid) · 
Malvaviscus · 
Malvella · 
Matisia · 
Megistostegium · 
Melhania · 
Melochia · 
Microcos · 
Nayariophyton · 
Nesogordonia · 
Ochroma · 
Pachira · 
Palaua · 
Pavonia · 
Pentace · 
Pentaplaris · 
Phragmotheca · 
Phymosia · 
Pseudobombax · 
Pterospermum · 
Pterygota · 
Quararibea · 
Radyera · 
Reevesia · 
Rhodognaphalon · 
Robinsonella · 
Rulingia · 
Scaphium · 
Scaphopetalum · 
Schoutenia · 
Scleronema · 
Senra · 
Sida · 
Sidalcea · 
Sparrmannia · 
Sphaeralcea · 
Sterculia · 
Symphyochlamys · 
Talipariti · 
Theobroma · 
Thespesia · 
Thomasia · 
Tilia (Linde) · 
Triplochiton · 
Triumfetta · 
Trochetia · 
Trochetiopsis · 
Urena · 
Waltheria · 
Wercklea · 
Wissadula · 
...